# Margarethe Schlemüller
Margarethe Schlemüller, auch Margarete oder Grete Schlemüller (* 1890; † 1967), war eine deutsche Opernsängerin (Sopran).

## Leben
Margarethe Schlemüller spielte auch die Violine, allerdings nicht unbedingt zur Zufriedenheit der Kritiker. Mehrere Jahre lang war sie an der Berliner Volksbühne engagiert, an der sie etwa 1918 in Zigeunerliebe auftrat. 1919 hatte sie eine Rolle in Wilhelm Kienzls Kuhreigen; eine Aufnahme von Wilhelm Willinger vom 1. August 1919 zeigt sie im Kostüm. 1920 war sie an der Berliner Volksbühne in der Fledermaus, in der sie schon 1919 eine Rolle gehabt hatte, und im Opernball zu sehen, 1921 trat sie dort in der Liebelei und in der Cavalleria rusticana auf. Am 29. Oktober 1924 sprang sie am Nationaltheater Weimar als Erste Dame in der Zauberflöte für die erkrankte Emilie Frick ein. Regie führte damals ihr Ehemann Maximilian Moris, den sie 1923 geheiratet hatte. In den 1940er Jahren soll Margarete Moris-Schlemüller dafür gesorgt haben, dass Hamida Soliman ihre ersten großen Auftritte hatte.